# Team NII 7th Stage「以愛之名」公演
SNH48 Team NII 7th Stage「以愛之名」公演是SNH48的劇場公演，此套公演同時也是SNH48 Team NII的第二套原創公演。

## 概要
《以愛之名》整場公演圍繞永恆的主題——“愛”展開，通過不同的音樂風格來描繪“愛”的千百種風景，詮釋“愛”的千百種意義，完美刻畫出情竇初開的少女面對愛情從最初的憧憬悸動到品味愛的百態、愛到迷失、刻骨銘心、最終用釋懷紀念愛的美好的全過程。SNH48音乐团队专门为Team NII成员打造了风格多变的Unit曲，从流行、摇滚到电音舞曲，多种音乐风格都将呈现。

## 公演曲目

### SNH48 Team NII 7th Stage「以愛之名」公演
1. overture (SNH48 ver.)
2. 以愛之名 
（作詞：张鹏鹏　作曲：吴依瑄　编曲：吴依瑄）
3. 丘比特的失誤 
（作詞：谢梦琼　作曲：都智文　編曲：都智文）
4. 未完成少女 
（作詞：张鹏鹏、武婧　作曲：张毅非　编曲：张博彦）
5. 標準男友Excel 
（作詞：易貝兒　作曲：U.j　編曲：黃尹浩）
6. 獵夢 
（作詞：小7　作曲：ASPJ　編曲：ASPJ）
7. Fire Touch 
（作詞：小7　作曲：JXL　编曲：Aurelien Poudat、Laura Brian、Georgios Tryfonas、JXL）
8. 未接來電 
（作詞：谢梦琼　作曲：鴨毛　編曲：謝維）
9. 春夏秋冬 
（作詞：甘世佳　作曲：ASPJ　編曲：ASPJ）
10. 夢中的婚禮 
（作詞：易贝儿　作曲：高永滕　编曲：小冷）
11. Feeling You 
（作詞：小7　作曲：THE COMPANY　编曲：THE COMPANY）
12. 妄想症的解藥 
（作詞：谢梦琼　作曲：鴨毛　編曲：謝維）
13. 黑名單 
（作詞：谢梦琼　作曲：都智文　編曲：都智文）
14. Unforgettable 
（作詞：WG、张鹏鹏　作曲：WG、吴依瑄　编曲：生命树、小王子）
15. 光之軌跡 
（作詞：甘世佳　作曲：Mcflied chicken　编曲：Mcflied chicken）
16. 為了那些失去的愛情 
（作詞：張鵬鵬　作曲：WG　編曲：WAVE G）
17. Remember You 
（作詞：易贝儿　作曲：高永滕　编曲：黄尹浩）

### SNH48 Team NII 7.5th Stage「以愛之名2.0」公演
1. overture (SNH48 ver.)
2. 以愛之名 
（作詞：张鹏鹏　作曲：吴依瑄　编曲：吴依瑄）
3. 青春的诗 
（作詞：郭德、紫毅　作曲：ASPJ　編曲：ASPJ）
4. 丘比特的失誤 
（作詞：谢梦琼　作曲：都智文　編曲：都智文）
5. 未完成少女 
（作詞：张鹏鹏、武婧　作曲：张毅非　编曲：张博彦）
6. 獵夢 
（作詞：小7　作曲：ASPJ　編曲：ASPJ）
7. Fire Touch 
（作詞：小7　作曲：JXL　编曲：Aurelien Poudat、Laura Brian、Georgios Tryfonas、JXL）
8. 未接來電 
（作詞：谢梦琼　作曲：鴨毛　編曲：謝維）
9. 春夏秋冬 
（作詞：甘世佳　作曲：ASPJ　編曲：ASPJ）
10. 夢中的婚禮 
（作詞：易贝儿　作曲：高永滕　编曲：小冷）
11. Feeling You 
（作詞：小7　作曲：THE COMPANY　编曲：THE COMPANY）
12. 妄想症的解藥 
（作詞：谢梦琼　作曲：鴨毛　編曲：謝維）
13. 黑名單 
（作詞：谢梦琼　作曲：都智文　編曲：都智文）
14. 最初的爱，最后的爱 
（作詞：甘世佳　作曲：ASPJ　编曲：ASPJ）
15. 光之軌跡 
（作詞：甘世佳　作曲：Mcflied chicken　编曲：Mcflied chicken）
16. 為了那些失去的愛情 
（作詞：張鵬鵬　作曲：WG　編曲：WAVE G）
17. Remember You 
（作詞：易贝儿　作曲：高永滕　编曲：黄尹浩）

## SNH48 Team NII 7th Stage「以愛之名」公演
- 公演期間：2017年10月7日－11月2日[3]
- 出演成员
  - 常規16人演出：陳佳瑩、陳問言、馮薪朵、龔詩淇、黃婷婷、江真儀、何曉玉、林思意、陸婷、李藝彤、萬麗娜、許逸、易嘉愛、趙粵、曾艷芬、張雨鑫
  - 初日演出：陳佳瑩、陳問言、馮薪朵、黃婷婷、黃彤揚、金瑩玥、江真儀、劉菊子、何曉玉、陸婷、李藝彤、潘瑛琪（Team XII）、陶波爾（Team XII）、萬麗娜、許逸、楊冰怡（Team X）、易嘉愛、趙粵、張雨鑫
  - 代役演出：楊冰怡（Team X）、潘瑛琪（Team XII）、陶波爾（Team XII）
- 分組曲擔當
  - 獵夢（陳問言、馮薪朵、何曉玉）
  - Fire Touch（陳佳瑩、龔詩淇（萬麗娜）、許逸（金瑩玥）、趙粵）
  - 未接來電（林思意（許逸）、陸婷）
  - 春夏秋冬（江真儀、李藝彤、萬麗娜、張雨鑫（黃彤揚））
  - 夢中的婚禮（易嘉愛、曾艷芬（張雨鑫））
  - Feeling You（黃婷婷）

## SNH48 Team NII 「以愛之名2.0」公演
- 公演期間：2017年11月9日－2018年10月13日
- 出演成员
  - 常規16人演出：陳佳瑩、陳問言、馮薪朵、龔詩淇、黃婷婷、江真儀、何曉玉、林思意、陸婷、李藝彤、萬麗娜、許逸、易嘉愛、趙粵、曾艷芬、張雨鑫
  - 初日演出：陳佳瑩、陳問言、馮薪朵、金瑩玥、劉菊子、何曉玉、陸婷、李藝彤、潘瑛琪（Team XII）、陶波爾（Team XII）、萬麗娜、許逸、楊冰怡（Team X）、趙粵、張雨鑫
  - 代役演出：楊冰怡（Team X）、潘瑛琪（Team XII）、陶波爾（Team XII）
- 分組曲擔當
  - 獵夢（陳問言、馮薪朵、何曉玉）
  - Fire Touch（陳佳瑩、龔詩淇（刘菊子）、許逸、趙粵）
  - 未接來電（林思意、陸婷）
  - 春夏秋冬（江真儀（金瑩玥）、李藝彤、萬麗娜、張雨鑫（陶波爾））
  - 夢中的婚禮（易嘉愛（何曉玉）、曾艷芬（張雨鑫））
  - Feeling You（黃婷婷（陸婷））

## CKG48 Team K「以愛之名」公演
- 公演期間：2023年6月4日-
- 出演成员
  - 常規演出：陈韵佳、胡丹、何馨曼、姬梦真、卢美廷、刘星雨、马星月、彭夕株、吴志越、杨添凌、张莉莉、张思妍、张伟依、张咏烨
  - 初日演出：陈韵佳、胡丹、何馨曼、姬梦真、卢美廷、刘星雨、马星月、彭夕株、吴志越、杨添凌、张莉莉、张思妍、张伟依、张咏烨

- 分組曲擔當
  - Fire texture
  - Missed call
  - 春夏秋冬(桥)
  - 她夢中的婚禮
  - Feeling next u

注：从2023年9月3日开始，该套公演转为Team K专属公演。

## SNH48年度金曲大賞各曲最高排名
| 歌曲               | 第4屆  | 第5届     |
| ------------------ | ------ | --------- |
| 以愛之名           | 未入選 | 未入选    |
| 丘比特的失誤       | 未入選 | 未入选    |
| 未完成少女         | 未入選 | 未入选    |
| 標準男友Excel      | 未入選 | 未入选    |
| 青春的詩           | 未入選 | 未入选    |
| 獵夢               | 6      | 未入选    |
| Fire Touch         | 未入選 | 皓月组 15 |
| 未接來電           | 5      | 未入选    |
| 春夏秋冬           | 1      | 皓月组 3  |
| 夢中的婚禮         | 未入選 | 星辰组 23 |
| Feeling You        | 未入選 | 未入选    |
| 妄想症的解藥       | 未入選 | 未入选    |
| 黑名單             | 未入選 | 未入选    |
| Unforgettable      | 未入選 | 未入选    |
| 最初的愛，最後的愛 | 未入選 | 未入选    |
| 光之軌跡           | 2      | 未入选    |
| 為了那些失去的愛情 | 未入選 | 未入选    |
| Remember You       | 18     | 未入选    |

## 外部連結
- SNH48官方网站的介绍（页面存档备份，存于）